# Niall Roberts
Niall Roberts (ur. 22 kwietnia 1991 w Georgetown) – gujański pływak, uczestnik igrzysk olimpijskich. 

## Życiorys
W wieku 17 lat uzyskał prawo do reprezentowania swojego kraju na igrzyskach olimpijskich w 2008 roku rozgrywanych w Pekinie. Został chorążym reprezentacji podczas parady narodów. Wziął udział w wyścigu pływackim na dystansie 50 metrów stylem dowolnym. W szóstej grupie eliminacyjnej zajął 7. miejsce z czasem 25.13, zaś w końcowej tabeli został sklasyfikowany na 69. pozycji. Cztery lata później na igrzyskach w Londynie zaprezentował się na dystansie 100 metrów stylem dowolnym, zajmując 48. miejsce z czasem 55.66. 